# Eufrásia Teixeira Leite
Eufrásia Teixeira Leite (Vassouras, 15 de abril de 1850 – Rio de Janeiro, 13 de setembro de 1930) foi uma aristocrata, herdeira multimilionária, investidora financeira e filantropa brasileira. 
Após a perda dos pais em 1872, Eufrásia e sua irmã, Francisca Bernardina, passaram a administrar com notável talento a herança recebida, multiplicando seu patrimônio e deixando, em testamento, uma fortuna que poderia comprar 1.850 quilos de ouro, aos preços da época, e cuja maior parte foi legada a instituições assistenciais e educacionais da cidade de Vassouras, no Rio de Janeiro. O usufruto da riqueza garantiu-lhe a emancipação econômica, tornando-a, além de uma bem-sucedida rentista, uma mulher independente que viveu a vida conforme as suas escolhas. Para os padrões atuais, Eufrásia seria bilionária.

## Biografia
Eufrásia nasceu na cidade fluminense de Vassouras, em 1859. Era a filha caçula do Dr. Joaquim José Teixeira Leite e Ana Esméria Correia e Castro, sendo neta paterna do barão de Itambé, neta materna do barão de Campo Belo, sobrinha do barão de Vassouras e sobrinha-neta do barão de Aiuruoca. Tinha uma única irmã, Francisca Bernardina Teixeira Leite (1845-1899), e um irmão que morreu na infância.
A família de seu avô paterno já era muito rica quando mudou-se de Conceição da Barra de Minas para Vassouras. Seu pai e seu tio barão de Vassouras se estabeleceram como capitalistas, fundando, no Rio de Janeiro, a empresa "Casa Teixeira Leite & Sobrinhos", que emprestava dinheiro a juros e realizava intermediações financeiras com os prósperos fazendeiros de café. Por outro lado, a família de sua mãe era composta somente por ricos plantadores de café, sendo ela membro da tradicional família Correia e Castro.
Para os padrões brasileiros da época, recebeu uma educação aristocrática, tendo estudado na escola de moças de madame Grivet, que existia na localidade de Comércio, hoje Sebastião Lacerda, em Vassouras. Além do ensino básico, aprendeu boas maneiras, a falar o francês e a tocar piano.

## Europa

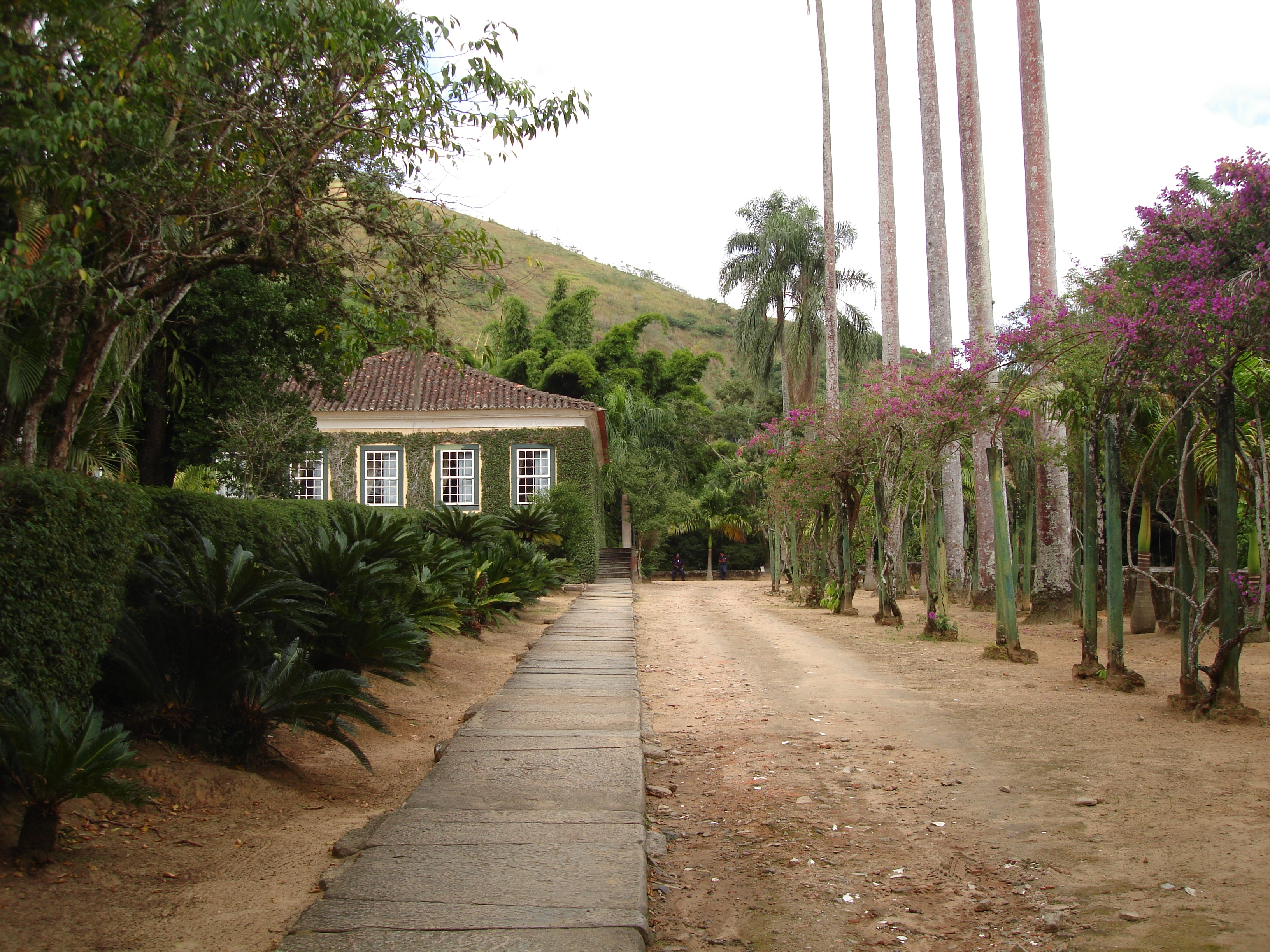
Chácara da Hera, antiga residência de Eufrásia Teixeira Leite, em Vassouras.

Com a morte de seus pais, (a mãe em 1871 e o pai em 1872), Eufrásia e sua irmã herdaram uma fortuna de 767:937$876 réis (767 contos, novecentos e trinta e sete mil, oitocentos e setenta e seis réis), o que equivalia na época a metade da dotação pessoal do imperador D. Pedro II para um ano. Logo depois, em 1873, morreu sua avó materna, a baronesa de Campo Belo, e as irmãs receberam, como herança, mais 106:848$886 (cento e seis contos, oitocentos e quarenta e oito mil e oitocentos e oitenta e seis réis) na forma de títulos e a casa que nasceu (Museu Casa da Hera). A propriedade foi administrada de forma a ser auto sustentável na maior parte do tempo pela dificuldade do cambio e envio de dinheiro. Vendia flores e frutas.
Nas décadas de 1870 e 1880, a região de Vassouras já entrava em decadência, devido ao esgotamento do solo e ao envelhecimento dos escravos, mas os bens das irmãs não eram fazendas de café; elas possuíam apólices de títulos da dívida pública do Empréstimo Nacional de 1868, ações do Banco do Brasil, depósitos bancários, títulos de crédito de pessoas, uma casa no Rio de Janeiro e uma grande propriedade urbana em Vassouras, atualmente conhecida como Casa da Hera ou Chácara da Hera, onde residiam com seus pais.
Jovens e solteiras, as irmãs venderam ações, títulos e a casa do Rio de Janeiro, cobraram créditos, fecharam a casa da chácara, deixando dois empregados incumbidos de sua conservação, e partiram, em 1873, para residir em Paris.
Mas esta não foi a primeira vez que Eufrásia e sua irmã partiam para a Europa. O jornal Correio Mercantil, de 7 de junho de 1857, informava que Joaquim José Teixeira Leite, sua esposa, e suas filhas partiram para a Europa no paquete Gênova. E como Joaquim recentemente fora eleito deputado, há meses os jornais já informavam sobre essa viagem, pois seu suplente assumiria a legislatura. Em 30 de abril de 1857 o Correio Mercantil dizia: "Está em preparativo de viagem para Europa, em consequência de moléstia de uma filha, o Dr. Joaquim José Teixeira Leite". Em 1859 já estavam de volta ao Brasil, a estadia pode não parecer longa, mas para duas crianças, viver quase dois anos no exterior causou impacto. Portanto, quando Eufrásia e a irmã voltaram a Paris em 1873, no luto pelos pais, elas buscavam um lugar que não era desconhecido pelas duas.

## Romance com Joaquim Nabuco

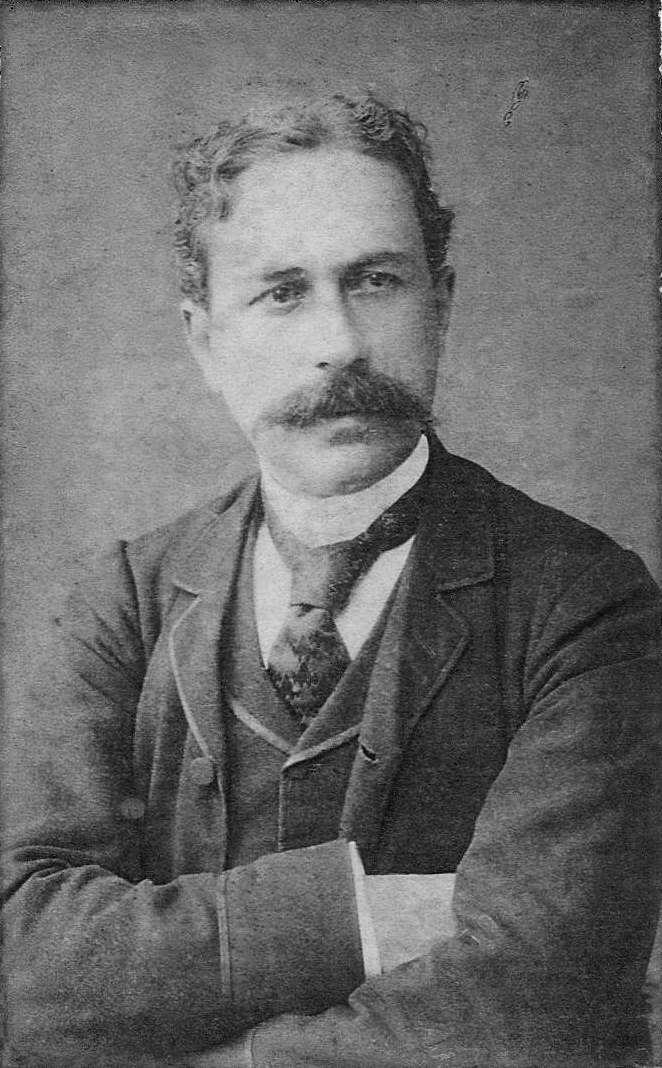
Joaquim Nabuco, em 1886.

Eufrásia, além de inteligente e hábil com negócios, foi uma mulher muito bela, como mostram diversos quadros e retratos. 
O famoso romance entre Eufrásia e o abolicionista Joaquim Nabuco começou ou ganhou força no convés do navio Chimborazo, durante sua viagem à Europa em 1873: "ainda não se pode afirmar com exatidão o local onde eles se conheceram. Foi paixão tão fulminante, que desembarcaram noivos na Europa. Os pais do noivo, ao receberem o telegrama no Rio de Janeiro, avisando sobre o noivado, comemoraram o compromisso tão auspicioso que o filho havia feito e agilizaram-se para preparar a documentação necessária ao enlace do filho. O noivado durou pouco, foi desfeito e refeito outras quatro vezes ao longo de quatorze anos de muitas correspondências. (…) Nas três semanas de travessia do Atlântico, encantou Eufrásia e por ela foi encantado. De setembro a janeiro, permaneceu em Paris, compromissado com a órfã que morava com a irmã em Versalhes. Emancipada, Eufrásia deu a própria mão em casamento, apenas comunicando aos parentes brasileiros a sua vontade. Por mais que não pudesse impedi-la, seu tio (o Barão de Vassouras) manifestou repúdio ao noivo. Razões não faltavam: o pai do rapaz era do Partido Liberal, enquanto os membros da família Teixeira Leite eram do Partido Conservador; o rapaz ousava ser um abolicionista, herdeiro do Engenho Massangana ".
As cartas amorosas que Eufrásia recebeu de Joaquim Nabuco foram, diz a tradição, por expressas instruções dela, encerradas em seu caixão. Outra teoria era de que Eufrásia teria pedido para seu testamenteiro, Raul Fernandes, queimar as cartas após sua morte. Pelo fogo ou pela terra, o fato é que as cartas escritas por Nabuco à Eufrásia se perderam, restando apenas uma: a carta do rompimento do romance, de 16 de abril de 1886, em que ele diz, entre outras coisas, o seguinte: "Eu por meu lado considero-me perfeitamente livre de qualquer compromisso meu consigo e pretendo governar-me guiando-me só pelo coração. (…) Eu sinto que tudo acabou entre nós e não vejo quem mais poderá ou quererá encher este fim de vida que não parece valer a pena separar do passado. Adeus, sempre seu, amigo verdadeiro, Joaquim Nabuco."  Embora essa tenha sido a carta de despedida do romance, eles ainda trocaram outras mais em 1887, quando Eufrásia tentou emprestar-lhe dinheiro, já que Nabuco estava com dívidas, mas isso feriu seu orgulho, e após uma conturbada troca de cartas, ele parou de responder a Eufrásia definitivamente.
Já as cartas e bilhetes que Eufrásia enviou a Joaquim Nabuco estão guardadas na Fundação Joaquim Nabuco, em Recife. Algumas dessas cartas sugerem que algo muito íntimo, para além dos padrões da época, teria ocorrido entre os dois.
A maior parte do romance ocorreu na Europa, onde Eufrásia tinha interesses financeiros e mundanos. Joaquim Nabuco, porém, tinha ambições políticas no Brasil. O romance durou de 1873 até 1887, quando Eufrásia remeteu a última carta para Joaquim Nabuco. Dois anos depois, ele se casou com Evelina Torres Soares Ribeiro. Eufrásia jamais se casou..

## Vida na Europa

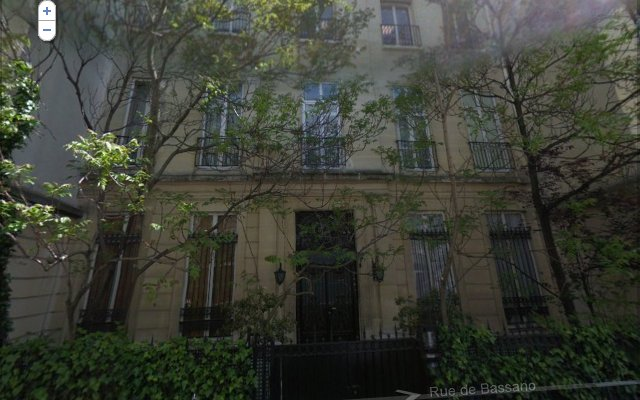
40, rue de Bassano: residência de Eufrásia Teixeira Leite em Paris.

Eufrásia tinha o espírito empresarial da família e investiu sua fortuna e a da irmã, não em terras ou ativos produtivos, mas em capital financeiro, sabendo administrá-la e multiplicá-la com maestria no circuito mercantil internacional. Em países europeus, comprou ações de empresas que produziam com as novas tecnologias da Segunda Revolução Industrial, como indústrias extrativistas, companhias ferroviárias, indústrias de transformação e bancos estrangeiros, e participou da internacionalização de capitais que ocorria na época. No Brasil, Eufrásia comprou ações no Banco do Brasil, Banco Comércio e Indústria de São Paulo, Banco Mercantil do Rio de Janeiro, Companhia América Fabril, Cia. de Fiação e Tecidos Aliança, Cia. Tecelagem de Seda Ítalo-Brasileira, Companhia Antártica Paulista, Cia. Cantareira e Viação Fluminense, Cia. Docas de Santos, Cia. Mogiana de Estradas de Ferro, Cia. Paulista de Estradas de Ferro, Estrada de Ferro Madeira-Mamoré. Consta ter sido a primeira mulher a entrar no recinto da Bolsa de Valores de Paris.
Instalou-se em Paris, residindo depois de 1884 com a irmã em um hôtel particulier de cinco andares, na rua Bassano 40, 8º arrondissement, próximo ao Arco do Triunfo, endereço sofisticado até os dias atuais. As irmãs viviam uma vida recatada, mas participavam da vida social parisiense. Eufrásia integrou o círculo das amizades mais próximas de Dona Isabel de Bragança, princesa imperial do Brasil, quando esta estava já no exílio na França.

Sua irmã, Francisca Bernardina, tinha uma séria deformação na bacia e morreu em 1899, em Paris, sem ter se casado. Assim, Eufrásia herdou também a fortuna da irmã.

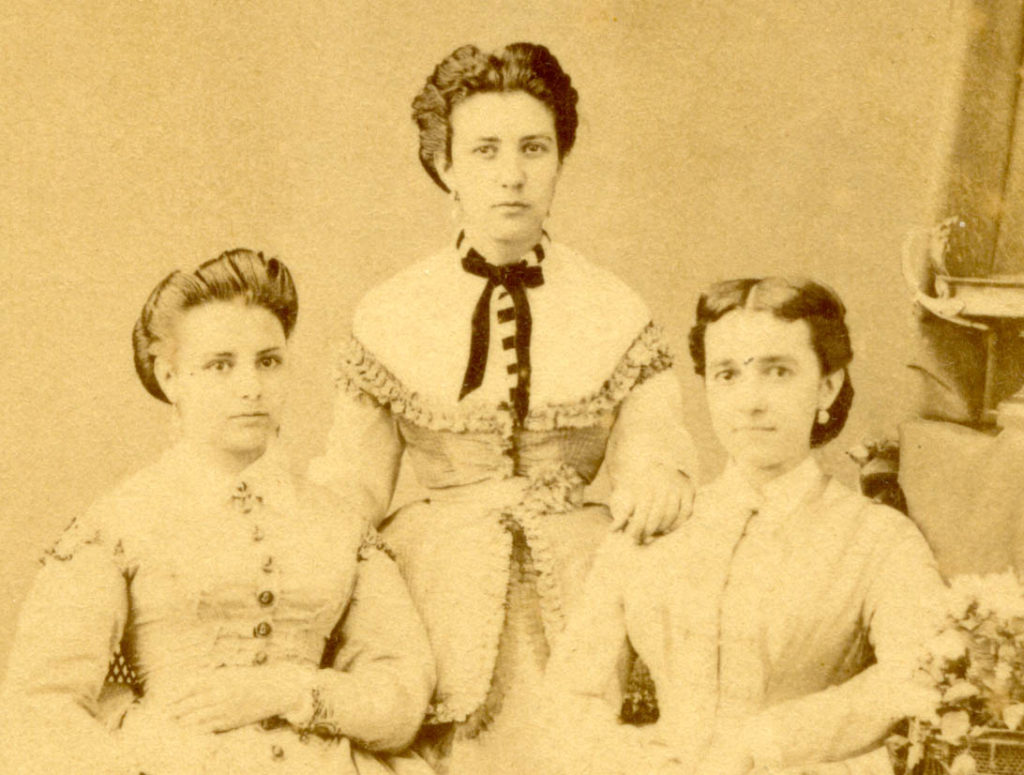
Eufrásia Teixeira Leite (em pé), sua irmã Francisca Bernardina Teixeira Leite (à direita da imagem, ombro tocado pela irmã), e uma prima.

Entre 1874 e 1928 veio somente duas vezes ao Brasil, mas viajou para diversos outros países. Viu a Primeira Guerra Mundial (1914-1918) na Europa e lamentou os danos causados aos prédios.

## Alta-Costura
O acervo do Museu Casa da Hera, antiga residência de Eufrásia, é variado e guarda, inclusive, algumas roupas da antiga proprietária. Há exemplares da famosa Maison Worth, fundada pelo costureiro Charles Frederick Worth (1825-1895), considerado o "pai da alta-costura". Isso revela a riqueza de Eufrásia, seu consumo de luxo, e sua circulação na alta roda da sociedade parisiense.

"A coleção de Eufrásia assinada por Worth é composta por oito peças que se diversificam nas formas e funções de uso, são elas: dois hobbies, quatro casacos e um traje de montaria composto por duas partes — saia e jaqueta. O Museu não dispõe de vestidos assinados por Worth, entretanto, na coleção geral de indumentária do Museu encontramos vestidos de baile ricamente decorados, outros de uso cotidiano finamente bordados. Os sessenta e quatro itens identificados, incluídos aí as oito peças de Worth, estão armazenados na reserva técnica adaptada em um dos quartos da Casa-Museu. (…) No imaginário social, sobretudo em Vassouras, Eufrásia está associada ao luxo e ao requinte e, certamente, a coleção de trajes contribui para a atribuição desses valores. Numa leitura geral sobre as características formais dos trajes confeccionados por Worth, nota-se que a maioria das peças tem acabamento detalhado, preocupação especial do estilista para ganhar destaque no mercado. Os padrões utilizados são de tecidos raros, aveludados ou em seda. Em primeiro plano os ornamentos em bordados delicados, predominantemente em uma cor semelhante a do tecido de base trás discrição".

Casacos do pai da alta costura, Charles Worth, que pertenceram a Eufrásia Teixeira Leite.

Outro objeto do museu que torna patente sua influência é seu retrato feito pelo famoso pintor francês Carolus Duran, que foi medalhista de ouro nos Salões de pintura parisiense, tendo alguns de seus quadros adquiridos pelo Estado Francês e exibidos no Museu de Luxemburgo. Hoje encontramos grandes pinturas de Carolus Duran no Museu D´Orsay e no Pétit Palais, em Paris. No Brasil, encontramos Duran em Vassouras, no Museu Casa da Hera. Nessa pintura, Eufrásia surge com um vestido decotado de noite, de seda clara, envolta por uma estola de pele de arminho, em fundo vermelho: outra marca registrada de Duran.

## Retorno e morte no Brasil
Retornou definitivamente para o Brasil em 1928 e passou temporadas na Casa da Hera, em Vassouras. Mantinha-se quase como reclusa, tanto que até comprou, em 1924, a chácara do Dr. Calvet, ao lado da Chácara da Hera, apenas para manter-se longe dos vizinhos.
Viveu seus últimos anos no Rio de Janeiro, em um apartamento em Copacabana, cercada de empregados fiéis, excêntrica e solitária. Queria retornar para Paris, mas tinha problemas renais que a impediram de viajar.
Sem "descendentes nem ascendentes", seu primeiro testamento legava toda a sua fortuna para o Instituto das Missionárias do Sagrado Coração de Jesus, instituição católica com sede em Roma, mas que geria diversos estabelecimentos de instrução no Brasil. Um segundo testamento, feito as vésperas de sua morte, legou praticamente toda a sua fortuna para obras de caridade, a serem realizadas por instituições da cidade de Vassouras.

### Morte
Eufrásia morreu em 13 de setembro de 1930, na cidade do Rio de Janeiro, aos 80 anos. Ela foi sepultada na capital fluminense e posteriormente em Vassouras, quando seu corpo foi exumado e enterrado no mausoléu de seu avô, o primeiro barão de Itambé. No local não há lápide que indique a sepultura de Eufrásia.

## O testamento

### Disputas judiciais
No dia da sua morte, um primo distante de Eufrásia, Antônio José Fernandes Júnior, praticamente furtou o original do seu testamento da cabeceira da sua cama a fim de evitar que o documento fosse extraviado por outros parentes.

Foram nomeados quatro inventariantes para o espólio de Eufrásia, porém um deles morreu logo depois, e outro pediu para que se retirasse seu nome. Restaram apenas os irmãos Antônio José Fernandes Júnior que inventariou os bens do Brasil, e Raul Fernandes, que inventariou os bens do exterior.

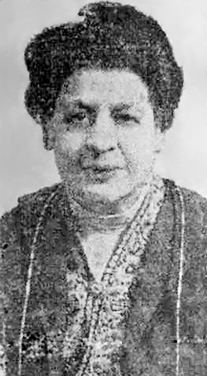
Eufrásia Teixeira Leite
Foto do obituário publicado em jornais.

O testamento foi contestado judicialmente pelas primas Umbelina Teixeira Leite dos Santos Silva, baronesa de São Geraldo, Cristina Teixeira Leite d'Escragnolle Taunay, viscondessa de Taunay, e Francisca Teixeira Leite Bruhns. A elas juntaram-se outros primos do lado paterno de Eufrásia, representados por advogados que também eram da família Teixeira Leite. Os advogados desses herdeiros deserdados alegaram a insanidade de Eufrásia devido a "uma moléstia crônica [de rins (sic)], de natureza gravíssima, que se veio processando com lentidão, aniquilando a paciente não só fisicamente como também mentalmente". Entretanto, as cartas que Eufrásia escreveu pessoalmente, nos meses que antecederam sua morte, provam que ela se mantinha, aos 80 anos, completamente lúcida e ainda gerindo seus negócios. 
Em um confronto judicial que durou seis anos, os herdeiros da família Teixeira Leite foram afinal derrotados pelos inventariantes, Antônio José Fernandes Júnior e Raul Fernandes, que eram advogados. 
Em agosto de 1937, quando os herdeiros deserdados da família Teixeira Leite tentaram reabrir o processo judicial de impugnação do testamento, a população de Vassouras revoltou-se, fechou o comércio, cercou o fórum durante as audiências e ameaçou os advogados. O juiz chamou a polícia, mas o delegado disse que os policiais tinham saído da cidade. Os advogados fugiram pelos fundos do fórum, e os incidentes pararam aí. Um decreto presidencial da ditadura de Getúlio Vargas determinou que, em todos casos, somente podiam herdar os parentes colaterais até segundo grau, o que então calou parte dos herdeiros deserdados.
Apesar disto, os primos do lado materno, os Correa e Castro, conseguiram obter uma parte da herança, com base no testamento de D. Ana Esméria, mãe de Eufrásia, feito em 1871. Segundo o documento, se Eufrásia e a irmã morressem solteiras e sem filhos, uma parte dos bens de D. Ana Esméria, anexados à herança das filhas, deveria passar para algumas de suas sobrinhas. Com isto, a Justiça decidiu pela distribuição de valores da herança de Eufrásia para os inúmeros herdeiros descendentes destas primas Correa e Castro.
Durante mais de vinte anos, os irmãos Antônio José e Raul Fernandes atuaram como testamenteiros. Resultaram 30 volumes de manuscritos depositados no Centro de Documentação Histórica de Vassouras.

### Inventário da herança

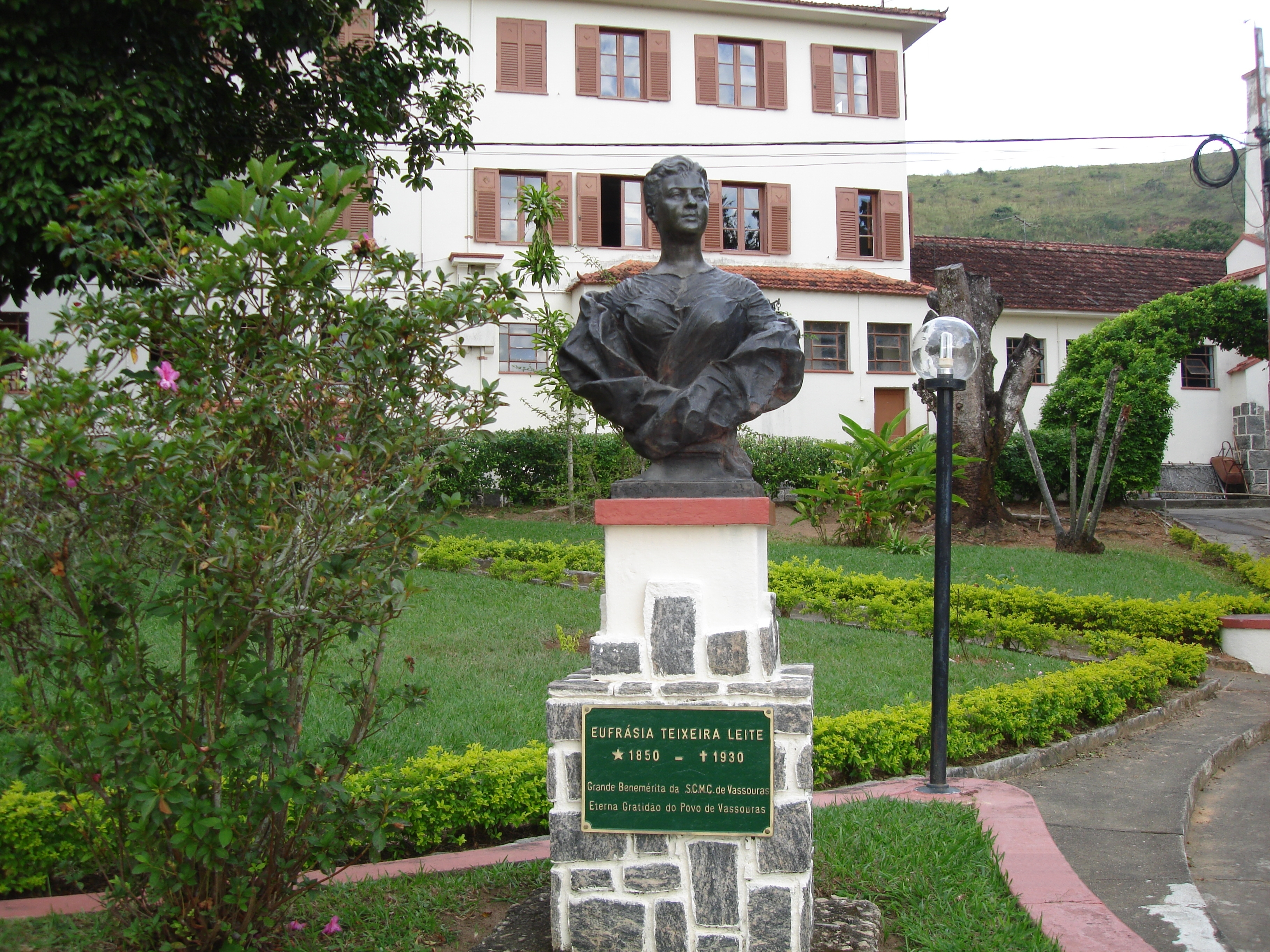
Busto de Eufrásia Teixeira Leite nos jardins do
Colégio Sul-fluminense de Aplicação,

A fortuna que Eufrásia tinha herdado dos pais, da avó e da irmã tinha crescido muito com seus investimentos, apesar da grande depressão de 1929 e das perdas com empresas russas confiscadas pela revolução comunista de 1917. Era tão grande que o atestado de óbito de Eufrásia registra que exercia a profissão de "milionária".
O espólio tinha um valor estimado em 37 milhões de réis, o que poderia comprar 1.850 quilos de ouro na época. Em sua maior parte, constituía-se de ações de 297 empresas, de dez países diferentes, além de títulos de dívidas de governos. Partes menores eram a casa em Paris (que na época valia 2 milhões de francos e atualmente valeria mais de 10 milhões de euros) e um loteamento de 49 terrenos na atual rua Pompeu Loureiro, em plena época de crescimento imobiliário de Copacabana. O menos valioso dos bens imóveis legados foi provavelmente a Casa da Hera, com seus móveis, decoração e utensílios domésticos, avaliada em 96:700$000 (noventa e seis contos e setecentos mil réis), cuja área tinha sido aumentada com a compra da chácara do Dr. Calvet, avaliada em 44:050$000 (quarenta e quatro contos e cinquenta mil réis).

### Herdeiros
Os principais herdeiros de Eufrásia foram a Santa Casa de Misericórdia de Vassouras, o Instituto das Missionárias do Sagrado Coração e o Colégio Salesiano de Santa Rosa de Niterói. Os dois últimos deveriam fundar dois colégios para meninas e meninos pobres, cada um mantendo cinqüenta órfãs e órfãos, e outros estudantes pagantes. O Colégio Salesiano de Santa Rosa de Niterói recusou a incumbência e sua parte, conforme o testamento, foi passada para a Santa Casa de Misericórdia de Vassouras.
Valores menores foram legados para a Fundação Osvaldo Cruz, para o agente de Eufrásia em Paris, para alguns primos e empregados domésticos. Dinheiro em espécie foi destinado aos pobres de Vassouras e aos mendigos que moravam na rua em que Eufrásia residira, em Paris.
As cartas que enviava para seus empregados mostram que era bastante autoritária e detalhista nos seus pedidos, mas que pagava a todos muito bem. Todos os seus empregados receberam boas doações em vida ou legados no seu testamento. Para um ex-escravo, doou em vida uma casa no Rio de Janeiro. A filha desse escravizado, Cecília Bonfim, que também foi sua empregada, afilhada e herdeira, repetiu o seu gesto e deixou um testamento legando seu bens aos pobres de Vassouras.

### Resultados da herança
Nos terrenos deixados por Eufrásia, em Vassouras, foram construídos o Instituto Feminino para moças pobres, o Colégio Regina Coeli para moças, o Senai, o atual fórum, delegacia e muitos outros prédios. O Hospital Eufrásia Teixeira Leite foi construído com os recursos que legou.
O testamento de Eufrásia tem várias exigências que prejudicaram o atingimento dos seus objetivos devido a fatos posteriores imprevisíveis. Todos os bens foram legados sob cláusulas de inalienabilidade e da insubrogabilidade que deviam protegê-los. Os valores obtidos com as vendas das ações foram aplicados em apólices do Tesouro Nacional, cujos juros deveriam financiar as instituições criadas, como o Instituto Feminino e o hospital. Entretanto, a hiperinflação brasileira destruiu o valor original das apólices do Tesouro. Como resultado, a Santa Casa de Misericórdia de Vassouras e o Hospital Eufrásia Teixeira Leite passam hoje por séria crise financeira.
Uma das cláusulas do testamento de Eufrásia pedia "conservar a Chácara da Hera com tudo que nela existisse no mesmo estado de conservação, não podendo ocupar ou permitir que fosse ocupada por outros". Assim, a residência de seus pais em Vassouras é hoje o Museu Casa da Hera, considerado o melhor exemplo preservado de habitação urbana de famílias ricas do vale do Paraíba do Sul no século XIX.

## Romances (ficcional)
A história de Eufrásia Teixeira Leite, sua correlação com a escravidão, a abolição da escravatura, a cafeicultura do Vale do Paraíba fluminense e a política imperial já rendeu alguns romances biográficos. Sobretudo em virtude de seu sucesso financeiro — algo raro para uma mulher do século XIX — e de seu romance com Joaquim Nabuco: afinal, tratava-se de um amor entre uma escravocrata e um abolicionista. Os romances sobre a vida de Eufrásia são:
- "Mundos de Eufrásia" - autora Claudia Lage - Editora Record, 2011.[14]
- "A Mulher e a Casa" - autora Eneida Queiroz - Editora Baraúna, 2013.[15] [16]
- "Um Mapa Todo Seu" - autora Ana Maria Machado - Editora Alfaguara, 2015.[17]

## Biografia
Baseado em documentação primária 
"#Querosereufrasia" - autora Mariana Ribeiro - Amazon, 2019